# Collotheca crateriformis
Collotheca crateriformis is een raderdiertjessoort uit de familie Collothecidae. De wetenschappelijke naam van deze soort is voor het eerst geldig gepubliceerd in 1934 door Offord.